# Taylor Wilson
Taylor Wilson (né le 7 mai 1994) est un physicien nucléaire américain. En 2008, à l'âge de 14 ans, il devient la plus jeune personne à construire un mini-réacteur à fusion nucléaire,.

## Études
Taylor Wilson est né en 1994 à Texarkana dans l'Arkansas de Kenneth et Tiffany Wilson. Kenneth est le propriétaire d'une fabrique de bouteilles Coca-Cola, et Tiffany est professeur de yoga. Wilson s'intéresse d'abord aux fusées et à l'espace, avant d'aborder le domaine du nucléaire à l'âge de dix ans. Ses parents l'ont très largement soutenu dans ses centres d'intérêt. Wilson étudie à l'académie Davidson du Nevada (en), une école pour surdoués, puis à l'université du Nevada de Reno où il bénéficie d'un laboratoire pour mener ses recherches sur la fusion. Il réside à Reno.
En juin 2012, Wilson est fait membre de la communauté Thiel (en),. Celle-ci exige des récipiendaires qu'ils renoncent à l'université pendant les deux ans que dure l'adhésion.

## Projets scientifiques

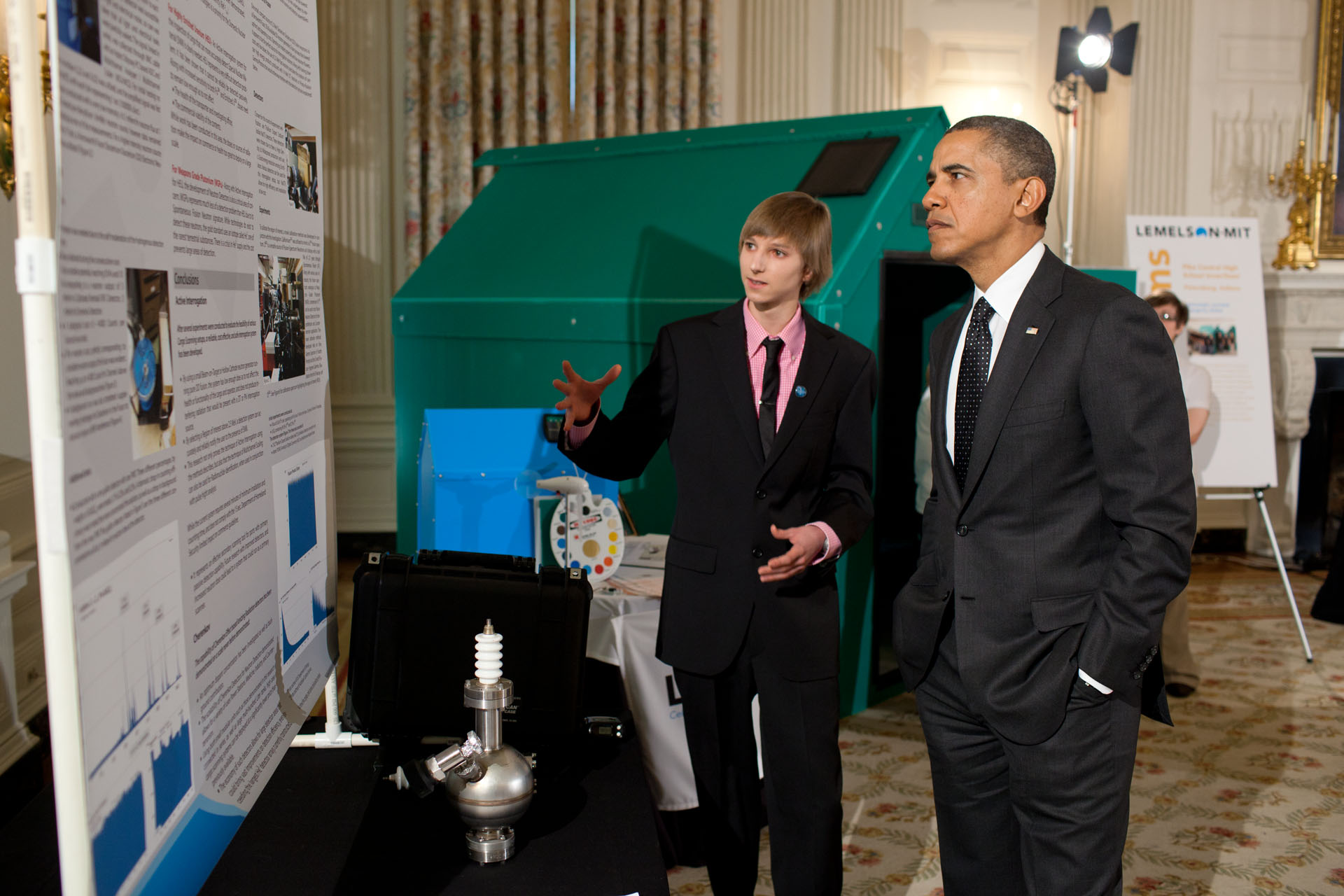
Taylor Wilson présente à Barack Obama son travail en sécurité nucléaire le 7 février 2012.

### Fusion nucléaire
En 2008, Wilson crée une fusion nucléaire en utilisant un dispositif à confinement inertiel électrostatique qui est une variante du fusor inventé par Philo Farnsworth en 1964. Il utilise le flux de neutrons provenant de la réaction de la fusion deuterium-deuterium pour mener des expérimentations nucléaires tout en étudiant de nouveaux carburants. En mars 2012, Wilson s'exprime à la conférence TED sur la construction de son réacteur nucléaire. Avec ses réacteurs à confinement inertiel électrostatique, Wilson a mené des recherches sur la fusion en utilisant des dispositifs à plasma dense et a également initié et développé des diagnostics nucléaires pour des recherches de base sur la fusion.

### Détection nucléaire
En mai 2010, Wilson participe à la foire Intel internationale des sciences et de l'ingénierie (en) à San José en Californie, et gagne plusieurs distinctions pour son projet intitulé « Vision de la fission : La détection de rayons gamma prompts et retardés. La radiation et l'application de la détection de matières nucléaires ».
En mai 2011, Wilson présente son détecteur de radiation à la foire Intel de Los Angeles en compétition avec 1 500 participants et gagne une récompense de 50 000 $,. Son projet, « Lutter contre le terrorisme nucléaire : Les nouvelles techniques actives et passives pour détecter des menaces nucléaires », gagne la 1re place dans la catégorie physique et astronomie, Meilleure catégorie, et prix du jeune scientifique. Wilson déclare espérer tester et mettre en place rapidement ses dispositifs dans les ports américains pour lutter contre le terrorisme.
Le département de la Sécurité intérieure des États-Unis et le département de l'Énergie des États-Unis ont proposé un financement fédéral à Wilson pour mener ses recherches sur la construction de détecteurs Tcherenkov moins chers mais Wilson décline l'offre en raison de problèmes de brevets en attente. Les détecteurs Tcherenkov coûtent généralement des milliers de dollars tandis que Wilson a inventé un détecteur ne coûtant que quelques centaines de dollars.

### Fission nucléaire
Le 27 février 2013 à la conférence TED, Wilson présente ses idées sur la construction de petits réacteurs souterrains à fission nucléaire qui sont autonomes et ne peuvent servir à alimenter des armes nucléaires,,. Il délaisse temporairement ses recherches sur le réacteur à fusion et conçoit une variante compacte d'un réacteur nucléaire à sels fondus qu'il dit pouvoir produire 50 MW et qu'il n'est nécessaire de recharger que tous les 30 ans. Selon Wilson, une grande partie du réacteur sera enterré et l'uranium ne sera pas de qualité militaire, le rendant ainsi moins vulnérable à une attaque terroriste ou à un accident. Le développement de réacteurs à sels fondus avait débuté aux États-Unis au laboratoire national d'Oak Ridge où le premier réacteur est construit dans les années 1960. Le développement de ce nouveau type de réacteurs est arrêté en 1976 pour des questions politiques. Au début du XXIe siècle, les réacteurs à sels fondus sont à nouveau étudiés (voir réacteur à sels fondus Fuji (en), réacteur à fluorure de thorium liquide (en)) dans plusieurs pays par des entreprises privées ainsi que par des gouvernements,. Les informations de conception supplémentaires sont fournies lors de la conférence Google Zeitgeist Americas de 2013, qui décrit sa forme comme un récipient scellé utilisant la circulation naturelle du noyau.
Dans un article de Power Engineering (en), Taylor déclare :

« En son cœur, la technologie est celle du réacteur à sels fondus inventé au laboratoire national d'Oak Ridge dans les années 1960. La conception des réacteurs que j'ai développés est inspirée par ce concept original de fournir certaines des caractéristiques nécessaires tout juste mentionnées. De plus, équipez-le d'un refroidissement passif d'urgence, de sous-systèmes très compacts de noyaux et de réacteurs, de peu de pièces mobiles, d'un traitement en ligne minime et des derniers matériaux et techniques de fabrication et vous aurez une idée de la conception sur laquelle je travaille pour le lancer sur le marché. Avec une durée de vie du module étanche de 30 ans, et même avec l'environnement hostile du sel de fluorure, il n'y a pas de problèmes excessifs relatifs aux matériaux difficiles. Les conceptions varient en taille de 2 à 100 MWe, la plage dans laquelle la technologie de base excelle. La conception standard pour les clients ayant besoin de services publics de production d'énergie est cependant de 50 MWe en moyenne. »